# Брайко, Валерий Николаевич
Валерий Николаевич Брайко (12 февраля 1939, Московская область — 18 ноября 2016, Москва) — советский организатор и руководитель золотодобывающего производства. Генеральный директор Северо-Восточного производственного золотодобывающего объединения («Северовостокзолото») в 1985—1994 годах. Председатель Союза золотопромышленников России в 1995—2011 годах. Заслуженный работник промышленности СССР (1991).

## Биография
Родился 12 февраля 1939 года в городе Сталиногорск Московской области (ныне — город Новомосковск Тульской области).
В 1961 году окончил Тульский горный институт и приехал в город Магадан, где более тридцати лет проработал в Северо-Восточном производственном золотодобывающем объединении («Северовостокзолото»). В 1961—1970 годах занимал должности электрослесаря прииска, мастера электроцеха, главного механика, главного энергетика. В 1970—1975 годах — главный инженер, директор приисков «Красноармейский» и «Комсомольский». В 1975—1982 годах в составе «Северовостокзолото» возглавлял Полярнинский горно-обогатительный комбинат.
В 1985—1994 годах — генеральный директор Северо-Восточного производственного золотодобывающего объединения («Северовостокзолото») Министерства цветной металлургии СССР (1985—1989) — Министерства металлургии СССР (1989—1991) — Комитета драгоценных металлов и драгоценных камней Российской Федерации (с 1991).
С марта 1995 по декабрь 2011 года являлся председателем Союза золотопромышленников. Был инициатором разработки концепции деятельности организации. Почётный член Совета Союза золотопромышленников. Входил в состав Высшего горного совета некоммерческого партнерства «Горнопромышленники России», являлся председателем Совета старейшин Международного клуба директоров. В 2006 году был избран в Совет директоров ОАО «Полюс Золото» в качестве независимого директора. Возглавлял созданное в Москве в 2002 году межрегиональное землячество бывших жителей Колымы и Чукотки «Северное притяжение», был его почётным президентом.
С 2012 года — на пенсии.
Жил в Москве. Ушёл из жизни 18 ноября 2016 года.
Заслуженный работник промышленности СССР (21.12.1991) — за большой вклад в увеличение добычи драгоценных и цветных металлов и успешное решение социальных вопросов. Стал последним в истории СССР, получившим это почётное звание.
Действительный член Академии горных наук. Ветеран труда Магаданской области.
Имя В. Н. Брайко, как лауреата Международного конкурса лидеров российского рынка драгоценных металлов и драгоценных камней, проводимого Международной Академией информатизации под эгидой Экономического и Социального Совета ООН, внесено в один из выпусков «Золотой Книги России».

## Награды
- орден Трудового Красного Знамени (29.04.1986);
- орден «Знак Почёта» (1979);
- медали СССР.